# Рение дьо Три
Рение дьо Три (Rénier de Trith) († след 1208) е френски кръстоносец, участник в Четвъртия кръстоносен поход и първи херцог на херцогство Филипопол (1204 – 1205).
Рение дьо Три е барон на Три Сен Леже (Trith Saint Léger) в графство Ено. Той е син на Рение - сеньор на Три Сен Леже и кастелан на Валансиен в 1141 г. Гербът на Рение дьо Три се използва като герб на френската община Три Сен Леже. След 1194 г. фигурира в редица документи на младия граф Бодуен ІХ. На 23 февруари 1200 г. заедно с други рицари от Фландрия приема кръста и става кръстоносец. По време на престоя на кръстоносната войска на остров Корфу, той е сред малцината привърженици на похода към Константинопол и участва в атаката на византийската столица.
След превземането на Константинопол на 13 април 1204 г., през лятото на 1204 г. заедно с Жофроа дьо Вилардуен и Жерве дьо Шател е изпратен в Димотика при Бонифаций Монфератски. . След това през есента на 1204 г. при подялбата на земите на империята латинският император Балдуин Фландърски предоставя на Рение дьо Три във владение Филипопол (дн. Пловдив) и неговата околност и го провъзгласява за херцог на Филипопол.  Заедно със 120 рицари той завзема града през ноември 1204 г. и близките градове и крепости. Рение дьо Три започва да възстановява и строи крепости и манастири в своите владения. През ранната пролет на 1205 г. около тридесет рицари от пловдивския гарнизон, сред които неговия син - също Рение, брат му - Жил дьо Три, зет му -Ахар дьо Вердюн и племенникът му Жак дьо Бонди напускат Пловдив, но са разбити от български отряд, а пленените рицари са обезглавени по заповед на цар Калоян.  Впоследствие друга част от гарнизона също напуска града за да вземе участие в битката при Адрианопол на 14 април 1205 година.
След разгрома на латинската армия от Калояновите войски и пленяването на Балдуин Фландърски, в Константинопол за регент е избран неговия брат - Хенрих Фландърски.
В края на април 1205 година цар Калоян предприема няколко похода в Тракия и Беломорието, като превзема и разрушава редица градове, а през юни решава да превземе и Пловдив. Част от павликяните, живеещи в Пловдив, се споразумават с Калоян да му предадат града. Рение дьо Три, който разполага с малък отряд от около 15 рицари, като научил за предателството на павликяните, опожарява техния квартал, напуска града и се оттегля в крепостта Естанемак (дн.Асеновград), където има латински гарнизон.
Българската армия превзема и опустошава Пловдив, след което обсажда безуспешно Станимака в продължение на тринадесет месеца. Обсадата е свалена и българската войска е отблъсната чак през юли 1206 г. след като на помощ пристига кръстоносна войска, предвождана лично от Хенрих Фландърски. Тези събития са подробно отразени в хрониката на летописеца на похода Жофроа дьо Вилардуен:
"...[436] И те яздиха така до замъка Естанемак и се приближиха толкова, че видяха Естанемак. [437] Рение дьо Три беше при палисадите пред стената и забеляза челната охрана, която се командуваше от Жофроа маршала, и другите части, които идваха след него в твърде добър ред. И тогава той не позна какви хора бяха те. и това не беше чудно, че той. се колебаеше, защото много време не беше чул новини за тях; и помисли, че това бяха гърците, които идваха да ги обсадят. [438] Жофроа, маршалът на Романия и Шампания, взе туркопули и стрелци с арбалет на коне и ги изпрати напред, за да. узнаят какво ставаше в замъка; защото не знаеха дали те са мъртви или живи, тъй като дълго време не бяха чули новини от тях. И когато тези пристигнаха пред замъка, Рение дьо Три и неговите хора ги разпознаха. Вие можете да знаете, че те много се зарадваха. Тогава те излязоха [от замъка] и отидоха да срещнат своите приятели; това беше голяма радост и за едните, и за другите. [439] И тогава бароните се настаниха в един много хубав град, който беше разположен в подножието на замъка и който държеше постоянно замъка обсаден. Тогава бароните казаха, че те много пъти бяха чули да се говори, че император Бодуен бе намерил смъртта си в затвора на Йоанис, но те съвсем не го вярват. И Рение дьо Три каза, че наистина той беше мъртъв, и те го повярваха. Имаше много, които бяха натъжени от това: можеха ли те да го поправят [станалото]. [440] И така те пренощуваха в града; и на следната сутрин потеглиха и напуснаха Естанемак..." 
Рение дьо Три взема участие и в битката при Пловдив на 31 юли 1208 г. където латинската армия постига победа над войските на цар Борил. След победата, Филипополското херцогство е оглавено от Жерар дьо Стрьом. След тези събития в хрониките няма сведения за по нататъшната съдба на Рение дьо Три.

## Семейство
- Рение дьо Три, син на барона. Загива през 1205г. в Тракия
- Жил дьо Три, брат на барона. Загива през 1205. в Тракия